# Vega Baja del Segura
Vega Baja del Segura (em valenciano: Baix Segura) é uma comarca da Comunidade Valenciana, na Espanha. Está localizada na província de Alicante, e sua capital é o município de Orihuela. Limita com a Região de Múrcia, e com as comarcas valencianas de Baix Vinalopó e Vinalopó Mitjà. 

## Municípios
| Município             | População | Superfície | Densidade |
| --------------------- | --------- | ---------- | --------- |
| Torrevieja            | 91.415    | 71,44      | 1279,6    |
| Orihuela              | 83.417    | 365,44     | 228,93    |
| Pilar de la Horadada  | 21.588    | 77,91      | 277,08    |
| Rojales               | 18.824    | 27,56      | 683,01    |
| Almoradí              | 19.992    | 42,72      | 467,97    |
| Callosa de Segura     | 18.079    | 24,77      | 729,87    |
| Guardamar del Segura  | 15.599    | 35,58      | 438,42    |
| San Fulgencio         | 9.237     | 19,75      | 467,69    |
| Albatera              | 11.767    | 66,54      | 176,84    |
| Catral                | 8.663     | 20,01      | 432,93    |
| Redován               | 7.623     | 9,45       | 806,66    |
| Dolores               | 7.237     | 18,7       | 387,00    |
| Cox                   | 7.188     | 16,76      | 428,87    |
| San Miguel de Salinas | 6.911     | 54,85      | 125,99    |
| Bigastro              | 6.762     | 4,1        | 1.649,26  |
| Benejúzar             | 5.394     | 9,33       | 578,13    |
| Los Montesinos        | 4.966     | 15,05      | 329,96    |
| Algorfa               | 3.799     | 18,36      | 206,91    |
| Formentera del Segura | 4.211     | 4,33       | 972,51    |
| Rafal                 | 4.138     | 1,60       | 2.586,25  |
| Benijófar             | 3.791     | 4,36       | 869,49    |
| Granja de Rocamora    | 2.417     | 7,17       | 337,09    |
| Jacarilla             | 1.947     | 12,2       | 159,59    |
| Daya Nueva            | 1.765     | 7,09       | 248,94    |
| Benferri              | 1.910     | 12,36      | 154,53    |
| San Isidro            | 1.891     | 11,69      | 161,76    |
| Daya Vieja            | 681       | 3,14       | 258,39    |